# غاري رودس
غاري رودس (بالإنجليزية: Gary Rhodes) هو طاهٍ ومقدم تلفزيوني بريطاني، ولد في 22 أبريل 1960 في لندن في المملكة المتحدة.

## وصلات خارجية
- غاري رودس على موقع IMDb (الإنجليزية)
- غاري رودس على موقع قاعدة بيانات الفيلم (الإنجليزية)